# 음바예 니앙
음바예 바바카르 니앙(프랑스어: M'Baye Babacar Niang, 1994년 12월 19일 ~ )은 현재 세리에 A의 구단인 엠폴리에서 활약하고 있는 프랑스 출신의 세네갈 축구 선수이다. 그의 포지션은 공격수이며, 윙어나 공격형 미드필더로도 뛸 수 있다.
캉 유소년 팀 출신인 니앙은 2010년 8월 14일 리저브 팀 소속으로 아브랑슈와의 경기에서 성인 무대 데뷔전을 치렀다. 이후 리저브 팀에서 계속해서 뛰어난 모습을 보여주자, 시즌 중반 이후로는 1군에 기용되었다. 이후 많은 빅 클럽들의 관심을 받게 되었으며 2012년 8월 26일 밀란과 3년 계약을 맺었다.